# NGC 5884
NGC 5884 is een dubbelster in het sterrenbeeld Ossenhoeder. Het object werd in 1886 ontdekt door de Duits-Britse astronoom Jacob Gerhard Lohse (1851-1941).